# І стало світло (фільм, 1989)
«І стало світло» (фр. Et la lumière fut) — фільм відомого грузинсько-французького кінорежисера Отара Іоселіані. В назву фільму покладено слова із Книги Буття (Старий Заповіт).

## Сюжет
«Суспільства, що живуть згідно із старовинними устроями, володіють великим досвідом спільного життя. У Європі вивільнення нашого „Я“ відбувається в умовах старого поліцейського режиму. Кожен за себе, кожен байдужий до навколишнього світу, кожен, випробовуючи страх поколивати встановлені правила, все більше дичавіє, втрачаючи внутрішню культуру. Це вже не демос, це швидше зіставлення індивідів членам великого колективу, який їх пригноблює. В Африці общини складаються з людей, що з дитинства переживають прості життєві радощі, хоча їм і доводиться дотримуватися певних заборон. У давніх культурах людина сповідається перед самим собою, перед своєю совістю, що і дозволяє людям уникати різких і неприємних для інших вчинків. У Африці я вперше усвідомив безсилля маленької общини, що намагається у сутичці з тим, що пригнічує її Великим світом відстояти свою гідність»[джерело?]

## Актори
- Сігалон Санья (фр. Sigalon Sagna) — Бадінья
- Салі Баджи (фр. Saly Badji) — Оконоро
- Бінта Сіссе (фр. Binta Cissé) — Мзезве
- Марі-Кристіан Д'єм (фр. Marie-Christine Dieme) — Лазра
- Фату Сейді (фр. Fatou Seydi) — Котоко
- Альфа Сане (фр. Alpha Sane) — Єре
- Абду Сане (фр. Abdou Sane) — Боулоуде
- Сулейман Сагна (фр. Souleimane Sagna) — Соутоура
- Марі-Соланж Бадіан (фр. Marie-Solange Badiane) — Джоу
- Мусса Санья (фр. Moussa Sagna) — Ладе
- Ouissman Vieux Санья (фр. Ouissman Vieux Sagna) — Гагоу
- Саліф Камбо Санья (фр. Salif Kambo Sagna) — Ноукоуме
- Фату Маунко Санья (фр. Fatou Mounko Sagna) — Дружина Єре
- Освальд Олівер (фр. Oswalda Olivera) — Седоу
- Буба Санья (фр. Bouba Sagna) — Чатоутоу
- Садіо Санья (фр. Sadio Sagna)
- Фатумата Санья (фр. Fatoumata Sagna)
- Філіпп Мейллет (фр. Philippe Maillet)
- Фату Сане (фр. Fatou Sane)
- Бурама Сане (фр. Burama Sane)
- Джніма Сане (фр. Gnima Sane)
- Фату Ауме Санья (фр. Fatou Ayeme Sagna)
- Якіне Амі Санья (фр. Yacine Ami Sagna)
- Шарлотта Бадіан (фр. Charlotte Badiane)
- Ава Санья (фр. Awa Sagna)
- Мустафа Бадіан (фр. Mustapha Badiane)
- Джозеф Д'єм (фр. Elie Joseph Dieme)
- Талібо Санья (фр. Talibo Sagna)
- Омар Дятабо Санья (фр. Omar Diatabo Sagna)
- Маламіне Сана (фр. Malamine Sana)
- Ібрагім Бадіан (фр. Ibrahim Badiane)
- Аліу Санья (фр. Aliou Sagna)
- Абду Рахман Сане (фр. Abdu Rahman Sane)
- Сана Санья (фр. Sana Sagna)

## Нагороди
- Нагорода Венеціанського кінофестиваля, 1984 року. Переможець у номінації: спеціальний приз журі.